# Moreton Morrell
Moreton Morrell est un village et une paroisse civile du Warwickshire, en Angleterre.